# 삼보오토
삼보오토 주식회사는 충청남도 예산군에 본사를 둔 자동차 부품 기업이다.

## 역사 및 현황
- 2002년 11월 5일: 기업(인적)분할로 신설법인인 그로웰메탈(주) 설립
- 2002년 12월 13일: 코스닥 시장 상장[출처 필요]
- 2004년 2월 13일:  ISO 14000 인증 취득
- 2006년 3월 30일: 대표이사 변경 (장흥윤→이건국)
- 2007년 7월 3일: 이지로보틱스 합병[2]
- 2008년 10월 15일: 에너지환경연구소 합병[3]
- 2009년 3월 31일: 하이드로젠파워로 상호 변경[4]
- 2010년 10월 26일: 수원지방법원에 회생절차 개시신청[5]
- 2010년 11월 2일: 재산보전처분 및 포괄적금지명령 결정
- 2010년 11월 3일: 보전관리인 선임
- 2010년 11월 6일: 코스닥 상장폐지
- 2010년 11월 19일: 회생절차 개시결정
- 2012년 4월 25일: 회생인가 결정
- 2012년 4월 26일: 삼보산업으로 최대주주 변경
- 2013년 2월 20일: 삼보오토로 상호 변경
- 2013년 12월 4일: 기업회생절차 종결
- 2016년 12월: 2014 & 2015 2년 연속 GM "SOY" 수상
- 2017년 12월: GM "Supplier of the year" 3년 연속 수상
- 2020년 12월: GM "Supplier Quality Excellence" 3년 연속 수상
- 2022년 3월: 안산에서 예산으로 본점 이전

## 내용주
1. ↑  코스닥 시장 상장일